# Сонда (волость)
Сонда (эст. Sonda vald) — бывшая волость в Эстонии на востоке страны в составе уезда Ида-Вирумаа. На севере граничила с волостями Азери и Виру-Нигула, на востоке — с волостью Люганусе и городом Кивиыли, на юге и западе — с волостями Рягавере и Винни, на юго-востоке — с волостью Майдла.
Протяжённость волости с севера на юг — 18 километров, с запада на восток – 12 км.
Ближайшие города от Сонда: Кивиыли — 10 км, Раквере — 30 км, и Йыхви — 40 км.
В бывшем волостном административном центре посёлке Сонда находится школа, детский сад, здание волостной управы, библиотека, народный дом и амбулатория. На территории волости вторым по величине населённым пунктом является посёлок Эрра.
По состоянию на 1 сентября 2003 года в волости проживало 1 170 человек. В посёлке Сонда — 636, в Эрра — 228, в Эрра-Лийва — 91, в Варинурме — 83, в Кольяла — 38, в Нюри — 39, в Вайну — 22, в Ульясте — 14, в Сатсу — 13, и в Ильмасте — 6 человек.